# Middelbare Meiden
De Middelbare Meiden is een muzikale cabaretgroep.
De groep bestaat uit Hanny Kroeze en Annemarie Henselmans. Ze worden begeleid door componist Rob Roeleveld op piano en tekstschrijver Rob Hogenkamp op basgitaar en gitaar. De groep richt zich op een publiek van 35+. 
De cabaretgroep 'Middelbare Meiden' is 2003 samengesteld door en uit medewerkers van het voormalig theaterrestaurant 'de Suikerhof' uit Amsterdam. 'De Suikerhof' (sinds de jaren zeventig bekend als Café Chantant) werd in 1987 door Wim Hogenkamp overgenomen en veranderd tot theaterrestaurant alwaar het door hem bedachte 'Diner Spectacle', een unieke combinatie van dineren en cabaret, werd uitgevoerd. Na zijn vroegtijdig overlijden in 1989 is 'de Suikerhof' voortgezet door zijn broer Rob. In 2000 werd dit project op het hoogtepunt afgesloten.
Wegens hun hang naar theater en het ensemblecabaret van de jaren zeventig gingen Hanny Kroeze, cabaretière en vaste medewerkster in 'de Suikerhof', Rob Roeleveld, muzikale begeleider van Wim en vaste pianist van de Suikerhof, Annemarie Henselmans, lid van het Suikerhofcabaret en Rob Hogenkamp, eigenaar/tekstschrijver/musicus verder als de cabaretgroep 'Middelbare Meiden'. De eigen visie op cabaret en de ervaring van onder andere bijna vijftien jaar Diner Spectacle gaven aan dat er een grote behoefte bestaat voor hun type cabaret naast het bestaande aanbod.
Het eerste programma Middelbare Meiden 'Ze komen eraan!' (t/m seizoen 2006/2007) werd goed ontvangen en zorgde voor een snelle groei in naamsbekendheid en, in het laatste seizoen, voor vrijwel uitverkochte zalen. Het tweede programma Middelbare Meiden 'In de Steigers' werd eveneens goed ontvangen en was in een groot aantal theaters in de voorverkoop al vrijwel uitverkocht. Het derde programma Middelbare Meiden 'Meiden met ballen!' werd gelardeerd met pareltjes uit de eerdere programma's.
De programma's zijn geregisseerd door Jan-Simon Minkema, 'In de Steigers' en 'Meiden met ballen!' werden voorzien van kledingontwerp van Ber van Hirtum en het lichtplan en techniek is in handen van Wilco Botermans.